# No More Tears
No More Tears – szósty studyjny album brytyjskiego wokalisty Ozzy’ego Osbourne’a, wydany 19 października 1991 roku. (zob. 1991 w muzyce).

## Lista utworów
Źródło.
1. „Mr. Tinkertrain” – 5:55
2. „I Don't Want to Change the World” – 4:04
3. „Mama, I'm Coming Home” – 5:11
4. „Desire” – 5:45
5. „No More Tears” – 7:22
6. „S.I.N.” – 4:46
7. „Hellraiser” – 4:51
8. „Time After Time” – 4:20
9. „Zombie Stomp” – 6:13
10. „A.V.H.” – 4:12
11. „Road to Nowhere” – 5:09

Ścieżki bonusowe (2002 Remaster)
1. „Don't Blame Me” – 2:26
2. „Party with the Animals” – 4:32

## Skład zespołu
- Ozzy Osbourne – wokal
- Zakk Wylde – gitara elektryczna
- Bob Daisley – gitara basowa
- Mike Inez – gitara basowa
- Randy Castillo – perkusja
- John Sinclair – klawisze